# NGC 2139
NGC 2139 is een balkspiraalstelsel in het sterrenbeeld Haas. Het hemelobject werd op 17 november 1784 ontdekt door de Duits-Britse astronoom William Herschel.

## Synoniemen
- IC 2154
- ESO 488-54
- MCG -4-15-5
- AM 0559-234
- IRAS05590-2340
- PGC 18258